# Jaimie Branch

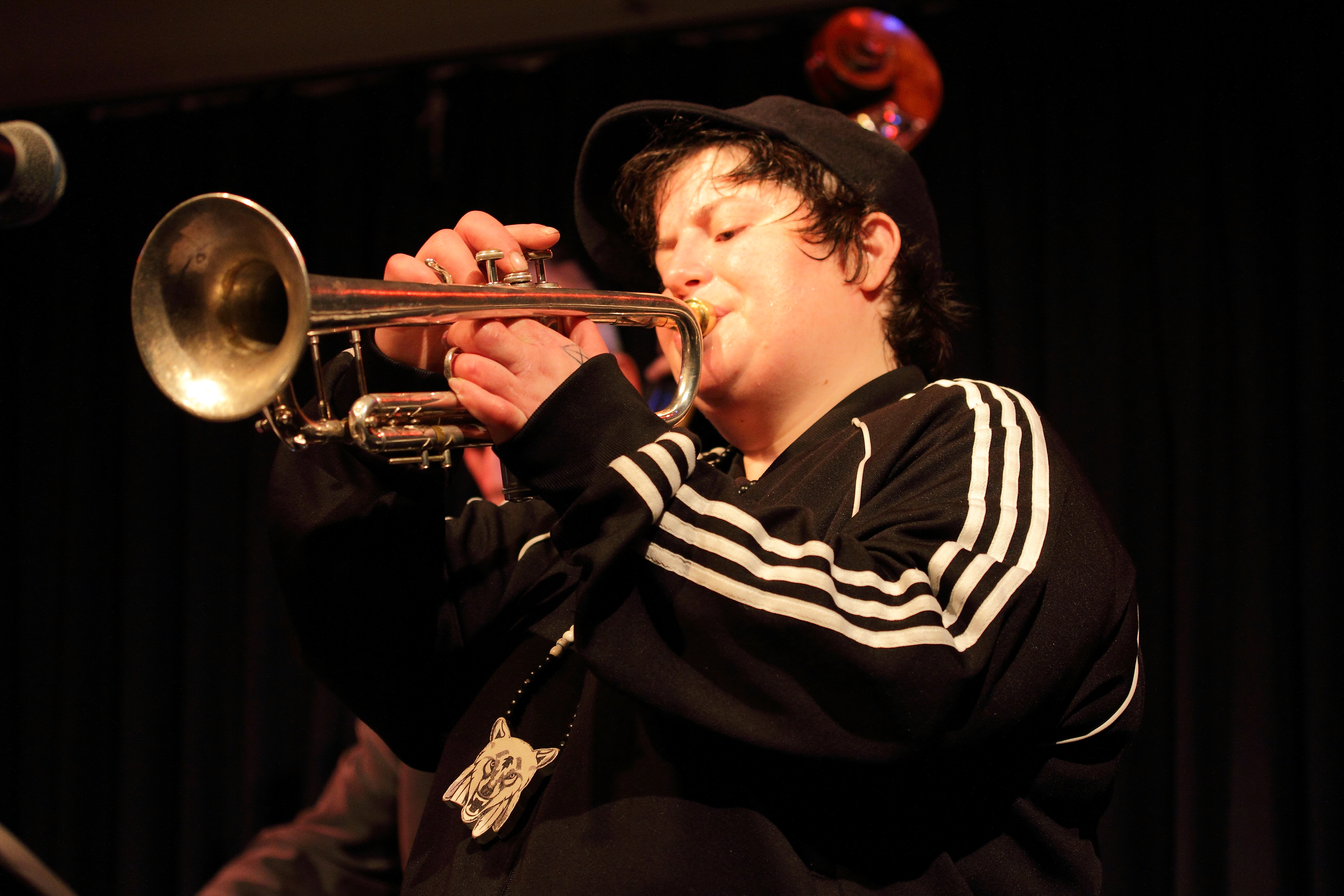
Jaimie Branch mit Mars Williams presents: An Ayler Xmas im club W71, 2018

Jaimie Branch (* 17. Juni 1983 in Huntington, New York; † 22. August 2022 in Brooklyn, New York City) war eine US-amerikanische Jazz- und Improvisationsmusikerin (Trompete, Elektronik) und Komponistin.

## Leben und Wirken
Jaimie Branch wuchs in einem musikalisch förderlichen Umfeld auf, teilweise inspiriert durch das Beispiel ihres Halbbruders, der ein Jahrzehnt älter war als sie. Sie begann im Alter von drei Jahren mit dem Klavierspielen und mit neun Jahren Trompete zu spielen. Als Jaimie 14 Jahre alt war, zog die Familie Branch von Long Island in die nördlichen Vororte von Chicago, nach Wilmette, Illinois. Sie wurde als Teenager zu Hause rausgeworfen, nachdem sie versehentlich ihr Haus niedergebrannt hatte, und traf einen Mentor, John McNeil, der sie zu einer erfolgreichen Bewerbung am New England Conservatory of Music ermutigte. Dort studierte sie dann bei Charles Schlueter, entdeckte als Studentin auch die experimentelle Klangpalette des deutschen Trompeters Axel Dörner und erweiterte ihre Techniken um Zirkularatmung, Mehrklänge, spektrale Resonanz und weitere Bereiche des reinen Klangs.
Nach ihrem Abschluss 2005 lebte Branch in Chicago und arbeitete als Musikerin, Veranstalterin und Toningenieurin in der dortigen Musikszene, u. a. mit Jason Ajemian (The Art of Dying, 2006), Keefe Jacksons Project Project (Just Like This, 2007), Tim Daisys New Fracture Quartet (1.000 Lights, 2008), Anton Hatwich und Ken Vandermark. Sie trat in Chicago und New York mit ihrem Trio Princess, Princess (mit dem Bassisten Toby Summerfield und dem Schlagzeuger Frank Rosaly) auf, ferner in Trio-Konstellationen mit Tim Daisy / Daniel Levin, Matt Schneider / Jason Adasiewicz und mit Chris Welcome / Sam Weinberg. Zu ihren musikalischen Einflüssen zählte sie Don Cherry, Axel Dörner, Booker Little und Miles Davis. Mit Jason Stein, Jeb Bishop und Jason Roebke gründete sie die Gruppe Block and Tackle.

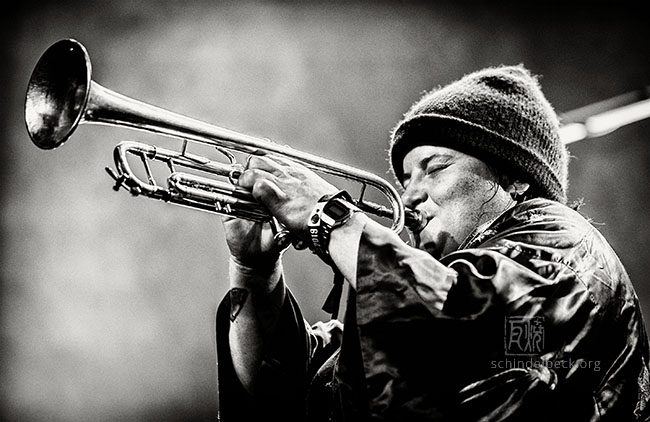
Jaimie Branch, Jazzfestival Saalfelden 2019

2012 zog Branch nach Baltimore, wo sie in einem Graduiertenprogramm den Master in Jazz Performance an der Towson University erwarb. In dieser Phase ihres Lebens verschärften sich einige persönliche Kämpfe: „Es ist schwierig in Baltimore zu leben, wenn man mit dem Heroinkonsum aufhören will“, sagte Branch 2017 in einem Artikel für den Chicago Reader zu Peter Margasak. In dieser Zeit gründete sie das Plattenlabel Pionic Records, auf dem sie ihre Musik in Vinyl-Pressungen veröffentlichte, und trat mit ihrer Formation Bomb Shelter auf. Sie verließ Towson nach zwei Jahren, schrieb sich in ein Drogensucht-Behandlungsprogramm auf Long Island ein und fand ihren Weg nach Brooklyn.
In New York City arbeitete sie u. a. mit Brandon Lopez, Fred Lonberg-Holm und Mike Pride. Daneben wirkte sie in den Independent-Rock-Formationen Never Enough Hope, Local H und Atlas Math bei Aufnahmesessions mit. In den 2010er-Jahren arbeitete sie mit einem eigenen Quartett, dem Chad Taylor (Schlagzeug), Jason Ajemian (Bass) und Lester St. Louis (Cello) angehörten, außerdem mit Brandon Lopez, Mike Pride, Shayna Dulberger und Weasel Walter bzw. mit Yoni Kretzmer, Tobey Cederberg und Dave Gisler (Zurich Concert). 2017 legte sie ihr Debütalbum Fly or Die vor, an dem Tomeka Reid, Jason Ajemian, Chad Taylor sowie als Gastmusiker Matt Schneider (Gitarre), Ben LaMar Gay und Josh Berman (Kornett) mitgewirkt hatten. Für die Musikkritikerin Julia Neupert war es das Überraschungsalbum des Jahres 2017: „Ein starkes, ernsthaftes musikalisches Statement, das zugleich sehr sehr cool klingt.“
2019 folgte Branchs zweites Album Fly or Die II: Bird Dogs of Paradise, auf dem sie erstmals auch sang. Beim Down Beat Critics Poll 2020 wurde sie Siegerin in der Kategorie „Bester Trompeter (Rising Star)“. Hymnisch, schreiend oder ächzend konnte sie klingen – sowohl als Trompeterin als auch als Sängerin und Elektronikerin verfügte Branch, die zudem eine mitreißende Bühnenperformerin war, Julia Neupert zufolge über ein äußerst dynamisches Ausdruckspektrum.
Im Bereich des Jazz war Branch zwischen 2006 und 2021 an 24 Aufnahmesessions beteiligt, u. a. auch mit Ken Vandermark, Ig Henneman, Ashley Henry, Jeremy Cunningham, Mars Williams und John Dikeman. 2021 wurde sie als Bläserin mit dem Deutschen Jazzpreis ausgezeichnet. Zu ihren letzten Aufnahmen gehört Dave Gislers Album See You Out There mit David Murray, Raffaele Bossard und Lionel Friedli.
Branch starb im August 2022 im Alter von 39 Jahren in ihrem New Yorker Zuhause in Red Hook, Brooklyn. Die Todesursache wurde nicht öffentlich genannt. In einer Sendung von Radio1 (6. September 2023, 22:30) ist von „versehentlicher Überdosis“ die Rede.

## Würdigung
Branch schien immer aus der Quelle seelenvollen kreativen Talents zu schöpfen, das aus Chicago stammt, wo sie ihre Jugend verbrachte, schrieb Natalie Weiner in ihrem Nachruf; „anders gesagt, man würde sich schwer tun, sie als ein weiteres Produkt der Pipeline vom Konservatorium nach New York zu bezeichnen.“ Mit ihrer Rückkehr nach Chicago habe sie begonnen, ihren Sound zu verfeinern – „einen Sound, der auf der Geschichte dieser Stadt des Free Jazz und der Avantgarde-Improvisation basierte. Es steht außer Frage, dass Branch ihre Vorfahren studierte und bereitwillig Einflüsse wie Booker Little, Miles Davis, Axel Dörner und Julius Hemphill zitierte, aber sie hat sich nie vom langen Schatten und der Ehrfurcht des Jazz ablenken lassen oder ihr Denken eingeschränkt.“
Jaimie Branch habe in ihrer Version von improvisierter Musik „Punk-Wildheit mit fortschrittlicher Technik kombiniert“ und innerhalb und außerhalb von Jazzkreisen Anerkennung gefunden, schrieb Nate Chinen im National Public Radio. „Branch konnte mit ihrer Trompete eine Welt des persönlichen Ausdrucks heraufbeschwören, die in einem Moment forsch und flammend, im nächsten trübe und besinnlich klang. Was sie […] stets vermittelte, war eine absolute Ganzkörper-Überzeugung. Ein Grund, warum sie in den letzten zehn Jahren zu einem beliebten Dreh- und Angelpunkt der kreativen Musikgemeinschaft wurde, war dieser Geist der mutigen Intensität“.

## Diskographische Hinweise
- Keefe Jackson’s Project Project: Just Like This (Delmark Records, 2007), mit Dave Rempis, Guillermo Gregorio, Anton Hatwich, Jason Stein, James Falzone, Frank Rosaly, Josh Berman, Jeb Bishop, Nick Broste, Marc Unternährer
- New Fracture Quartet: 1,000 Lights (Multikulti Project, 2008), mit Nate McBride, Tim Daisy, Dave Miller
- Predella Group: Strade D’Acqua / Roads of Water (Multikulti Project, 2010), mit Nate McBride, Fred Lonberg-Holm, Tim Daisy, Jeff Parker, Ken Vandermark, Jeb Bishop
- Bullet Hell: Smart Bombs (Pionic Records, 2013), mit Jacob Kart, Theodore Darst
- Fly or Die (International Anthem, 2017), mit Tomeka Reid und Chad Taylor
- Ig Henneman, Jaimie Branch, Anne La Berge: Dropping Stuff And Other Folk Songs (Relative Pitch, 2019)
- Fly or Die II – Bird Dogs of Paradise (International Anthem, 2019), mit Lester St. Louis, Jason Ajemian, Chad Taylor
- Jaimie Branch, Dave Tempis, Ingebrigt Håker Flaten, Tollef Østvang: Tripel/Dubbel (2020)[15]
- Ig Henneman, Jaimie Branch, Anne La Berge: Dropping Stuff and Other Folk Songs (Relative Pitch Records, 2020)
- SOS Sessions Episode 3: Jaimie Branch (2020) solo[16]
- Fly or Die Live (International Anthem, 2021), mit Lester St. Louis, Jason Ajemian, Chad Taylor[17]
- Anteloper: Pink Dolphins (2022), mit Jason Nazary, Jeff Parker
- Fly or Die Fly or Die Fly or Die ((World War)) (International Anthem, 2023), mit Lester St. Louis, Jason Ajemian, Chad Taylor[18]
- The Bridge Sessions: Stembells (2023), mit Isaiah Collier, Gilles Coronado, Tim Daisy[19]